# Alzoniella junqua
Alzoniella junqua is een slakkensoort uit de familie van de Hydrobiidae. De wetenschappelijke naam van de soort is voor het eerst geldig gepubliceerd in 2000 door Boeters.